# 李洪岩
李洪岩（1963年—），天津人，中国历史学家。

## 生平
1963年出生于天津市。1990年畢業於山東大學歷史系，獲碩士學位。現為中國社會科學院近代史研究所副研究員，史學理論研究室副主任。

## 学术贡献
李洪岩是“錢學”專家，撰寫大量的錢鍾書研究文章，如《為錢鍾書聲辯》、《錢鍾書與近代學人》、《智者的心路歷程：錢鍾書生平與學術》等。主要著作有《傅山詩文選注譯》、《蔡元培》、《錢鐘書生平與學術》。
李洪岩對錢鍾書的研究顯然已經到了癡迷的地步，甚至抑陳寅恪而揚錢鍾書。他認為在許多方面，陳無法與錢相提並論，他說：“陳寅恪的西學修養，顯然無法與錢鍾書比”，“錢鍾書的外文，在‘量’上顯然沒有陳寅恪多，但在‘質’上，卻比陳寅恪高”，“錢鍾書的文章絕對比陳寅恪的文章高明”（《錢鍾書與近代學人》（百花文藝出版社，1998年））。